# (227) Philosophia
(227) Philosophia – planetoida z pasa głównego asteroid okrążająca Słońce w ciągu 5 lat i 220 dni w średniej odległości 3,15 j.a. Została odkryta 12 sierpnia 1882 roku w Obserwatorium paryskim przez Paula Henry’ego. Nazwa planetoidy pochodzi od filozofii.